# Trylle og tøjdyrene 2 - En rævepels
|  | Denne artikel er oprettet af botten PalnaBot ud fra en ekstern database. Den kan derfor have sproglige fejl eller mangler. Denne skabelon kan fjernes efter kontrol af indholdet. |

Trylle og tøjdyrene 2 - En rævepels er en børnefilm instrueret af Jannik Hastrup efter eget manuskript.

## Handling
Hvad skal man dog finde på, når TV'et bryder sammen? Trylle keder sig, og tøjdyrene prøver at finde ud af, hvad det betyder. Deres forsøg ender i en cirkusleg. Blandt tilskuerne er en skummel ræv, som bortfører primadonnaen. Vennerne starter forfølgelsen, og mor er vred, fordi Trylle igen leger med hendes ting. Se også »Trylle og tøjdyrene 1 - den gyldne ring«.